# Hifzi Muftić
Hifzi-efendija Muftić (1864/1865 Žepče, Osmanská říše – 10. dubna 1903 Sarajevo, Bosna a Hercegovina) byl bosenskohercegovský středoškolský učitel bosňáckého původu.

## Životopis
Základní vzdělání získal v rodném městě, kde zřejmě dokončil muslimskou obecnou školu, mekteb. V Sarajevu do roku 1887 studoval v Gazi Husrev-begově medrese a nato v nově otevřené Šarí‘atské soudní škole (absolvoval 1892). Roku 1892 se stal justičním čekatelem na místo šarí‘atského soudce u chotárského (okresního) soudu v Sarajevu, nicméně po několika měsících přijal lukrativní místo zastupujícího (od 1897 definitivního) učitele staroarabského jazyka a ředitele muslimského konviktu na Vyšším gymnáziu v Sarajevu. Sarajevské gymnázium bylo přitom jediným vzdělávacím zařízením svého druhu v zemi a muslimové v řadách pedagogů i žáků zde byli vzácností, a to i navzdory skutečnosti, že vyznavači islámu tvořili více než třetinu bosenskohercegovské populace.
Roku 1897 Muftić na Vídeňské univerzitě složil zkoušku z arabštiny, na jejíž základě poté v roce 1902 získal úřední hodnost středoškolského profesora.
Spolu s dalšími několika muslimskými intelektuály, mj. Safvet-begem Bašagićem a Musou Ćazimem Ćatićem, se pokoušel o moderní přístup k výuce arabského jazyka v Bosně a Hercegovině, jenž by nespočíval pouze v opakování a memorování pasáží z koránu. Vedle toho byl aktivním členem sarajevské kiraethany, první muslimské čítárny v Sarajevu i v celé zemi, která propagovala europeizaci muslimů v Bosně a Hercegovině, jak ji prováděla rakousko-uherská okupační správa.
Pohřben byl den po svém náhlém skonu na sarajevském hřbitově Grličića brdo.
Často bývá zaměňován s duchovním a soudcem Muhamedem Hifzi-efendijou Muftićem.